# Medalha Benemerenti
A Medalha Benemerenti é uma medalha concedida pelo Papa a membros do clero e leigos pelo serviço à Igreja Católica. Originalmente estabelecido como um prêmio para soldados do Exército Papal, agora é uma condecoração civil, mas ainda pode ser concedido a membros da Guarda Suíça Pontifícia.

## História
A Medalha Benemerenti foi concedida pela primeira vez pelo Papa Pio VI (1775-1799) como uma condecoração militar. Em 1831, sob o papa Gregório XVI (1831-1846), uma medalha especial Benemerenti foi cunhada para recompensar aqueles que lutaram corajosamente no exército papal em Ferrara, Bolonha e Viena.
Em 1925, tornou-se aceitável o conceito de atribuição desta medalha como sinal de reconhecimento às pessoas ao serviço da Igreja Católica, tanto civis como militares, leigos e clérigos. Os membros da Guarda Suíça podem recebê-lo por três anos de serviço fiel.

## Aparência
A versão atual da medalha Benemerenti foi desenhada pelo Papa Paulo VI. A medalha é uma cruz grega de ouro representando Cristo com a mão levantada em bênção. No braço esquerdo da cruz está a tiara e as chaves cruzadas, símbolo do papado. No braço direito está o brasão do atual Papa. A medalha está suspensa por uma fita amarela e branca, as cores do Papado.

As versões e variantes anteriores consistiam principalmente em uma medalha redonda com o retrato do Papa reinante na frente e uma coroa de louros com a inscrição "BENEMERENTI" ou "BENE MERENTI" no verso.

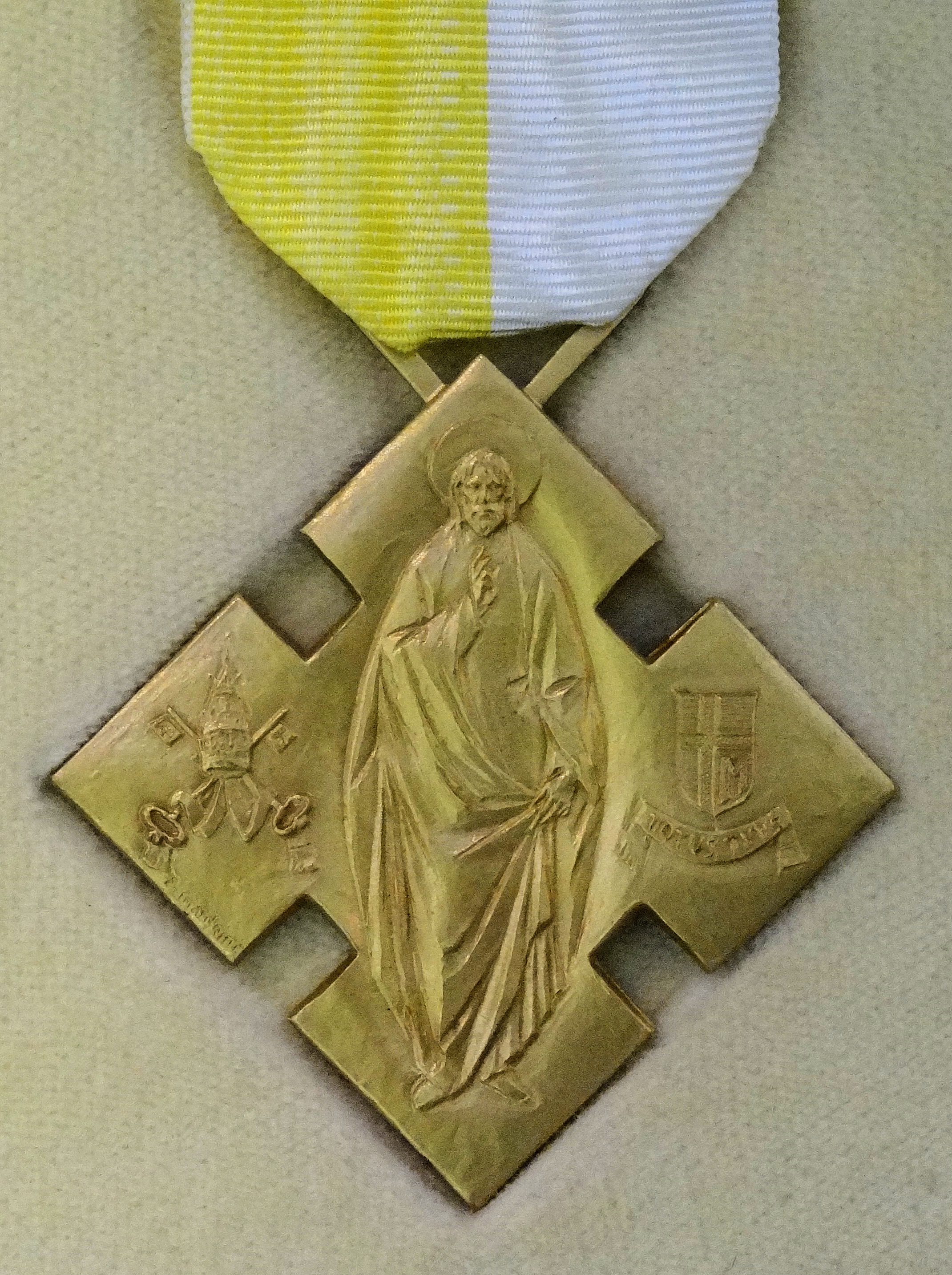
Medalha Benemerenti (1984)
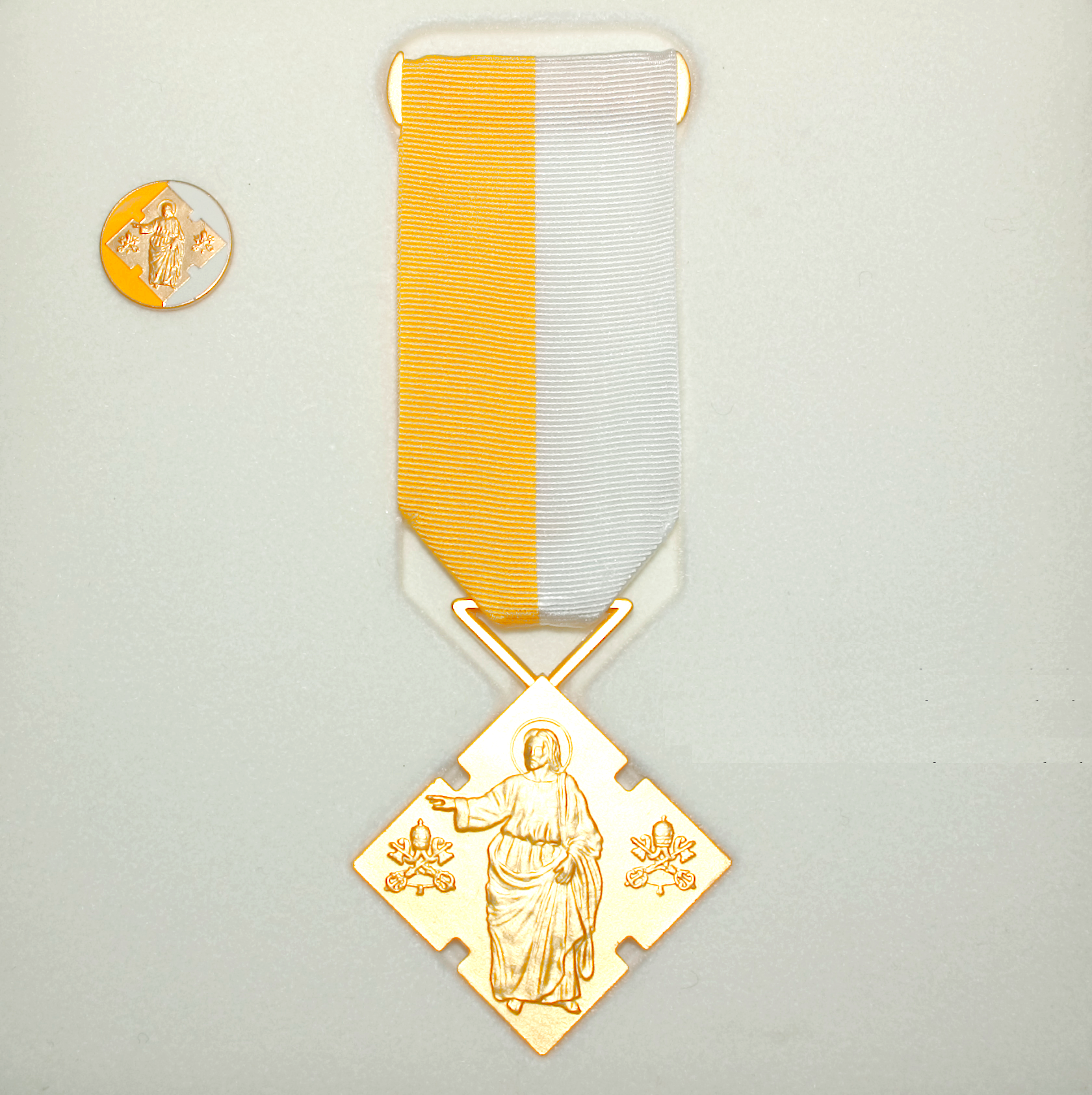
Medalha Benemerenti (2009)
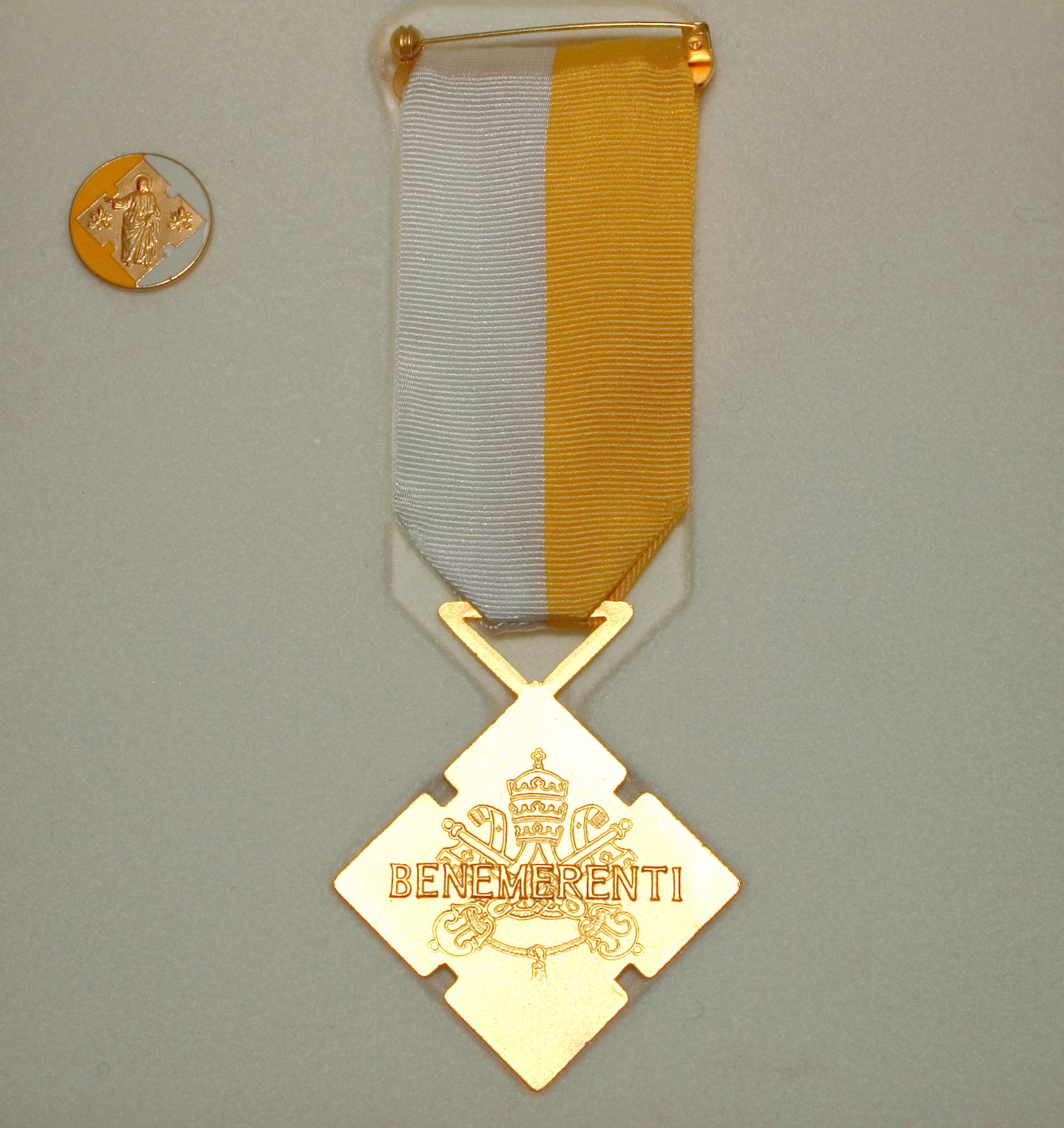
Medalha Benemerenti (2009)